# Liten knotbagge
Liten knotbagge (Trox scaber) är en skalbaggsart i familjen knotbaggar. Ibland räknas knotbaggar som en underfamilj i familjen bladhorningar, Troginae.

## Kännetecken
Skalbaggen är svart men har fläckar med bruna borst på täckvingarna och halsskölden. Den är cirka 7 mm lång.  

## Utbredning
Den finns i stora delar av världen och är funnen i hela Sverige.

## Levnadssätt
Den lever på torra mindre kadaver och kan ibland hittas i ugglebon.